# مدال افتخار: فرمانده
مدال افتخار: فرمانده ( به انگلیسی Medal of Honor: Vanguard ) عنوان یک بازی ویدئویی از سری بازیهای مدال افتخار است که توسط شرکت بازی سازی الکترونیک آرتز در سال ۲۰۰۷ برای کنسول های پلی استیشن ۲، وی عرضه شد .
| ناشر     | امتیاز                    |
| -------- | ------------------------- |
| گیم‌اسپات | 5.5/10 (Wii) 5.5/10 (PS2) |
| آی‌جی‌ان   | 7/10 (Wii) 7.2/10 (PS2)   |